# Wielewo, Braniewski
Wielewo [vjɛˈlɛvɔ] (tiếng Đức: Fehlau)  là một ngôi làng thuộc khu hành chính của Gmina Braniewo, thuộc huyện Braniewski, Warmińsko-Mazurskie, ở phía bắc Ba Lan, gần biên giới với tỉnh Kaliningrad của Nga.
Nó nằm khoảng 8 kilômét (5 mi)   phía nam Braniewo và 74 km (46 mi)     phía tây bắc của thủ đô khu vực Olsztyn.
Làng có dân số 46 người.